# Russelia iltisneeana
Russelia iltisneeana är en grobladsväxtart som beskrevs av Billie Lee Turner. Russelia iltisneeana ingår i släktet Russelia och familjen grobladsväxter. Inga underarter finns listade i Catalogue of Life.